# 伊勢八知駅
伊勢八知駅（いせやちえき）は、三重県津市美杉町八知にある、東海旅客鉄道（JR東海）名松線の駅である。

## 歴史
- 1935年（昭和10年）12月5日：鉄道省名松線家城駅 - 伊勢奥津駅間開通時に開設[1][2]。一般駅[2]。
- 1963年（昭和38年）10月1日：貨物取扱廃止[2]。
- 1984年（昭和59年）2月1日：荷物扱い廃止[2]。
- 1986年（昭和61年）4月1日：無人駅化[3]。
- 1987年（昭和62年）4月1日：国鉄分割民営化に伴い、JR東海の駅となる[1][2]。
- 1989年（平成元年）3月29日：現駅舎が完成[4]。
- 2002年（平成14年）：中部の駅百選に選定される。
- 2009年（平成21年）
  - 10月8日：台風18号により、名松線全面運休[1]。
  - 10月15日：家城駅 - 伊勢奥津駅間バス代行に伴い、列車運休[1]。
- 2016年（平成28年）3月26日：家城駅 - 伊勢奥津駅間復旧、列車運行再開[5]。

## 駅構造
単式ホーム1面1線を有する地上駅。以前は交換可能駅で、貨物ホーム跡も残る。線路は駅前後で少しずつ曲がっている。
線路西側にホームおよび駅舎が配置されている。駅舎には「グリーンハウス美杉」という津市営研修施設が併設され、美杉特産の美杉杉をふんだんに使用している。
松阪駅管理の簡易委託駅。マルス端末は設置されておらず、松阪駅で発行されたマルス券に発売当日の日付をゴム印で押して手売りしている。

## 利用状況
「三重県統計書」によると、近年の1日平均乗車人員の推移は以下の通り。なお、2009年度 - 2015年度は、2009年10月 - 2016年3月まで行なわれていたバス代行輸送分を含んでいる。
| 年度   | 1日平均 乗車人員 |
| ------ | ---------------- |
| 1998年 | 38               |
| 1999年 | 36               |
| 2000年 | 34               |
| 2001年 | 31               |
| 2002年 | 26               |
| 2003年 | 25               |
| 2004年 | 24               |
| 2005年 | 20               |
| 2006年 | 24               |
| 2007年 | 19               |
| 2008年 | 13               |
| 2009年 | 8                |
| 2010年 | 6                |
| 2011年 | 8                |
| 2012年 | 9                |
| 2013年 | 13               |
| 2014年 | 9                |
| 2015年 | 9                |
| 2016年 | 9                |
| 2017年 | 5                |
| 2018年 | 6                |
| 2019年 | 5                |
| 2020年 | 3                |
| 2021年 | 3                |
| 2022年 | 4                |

## 駅周辺

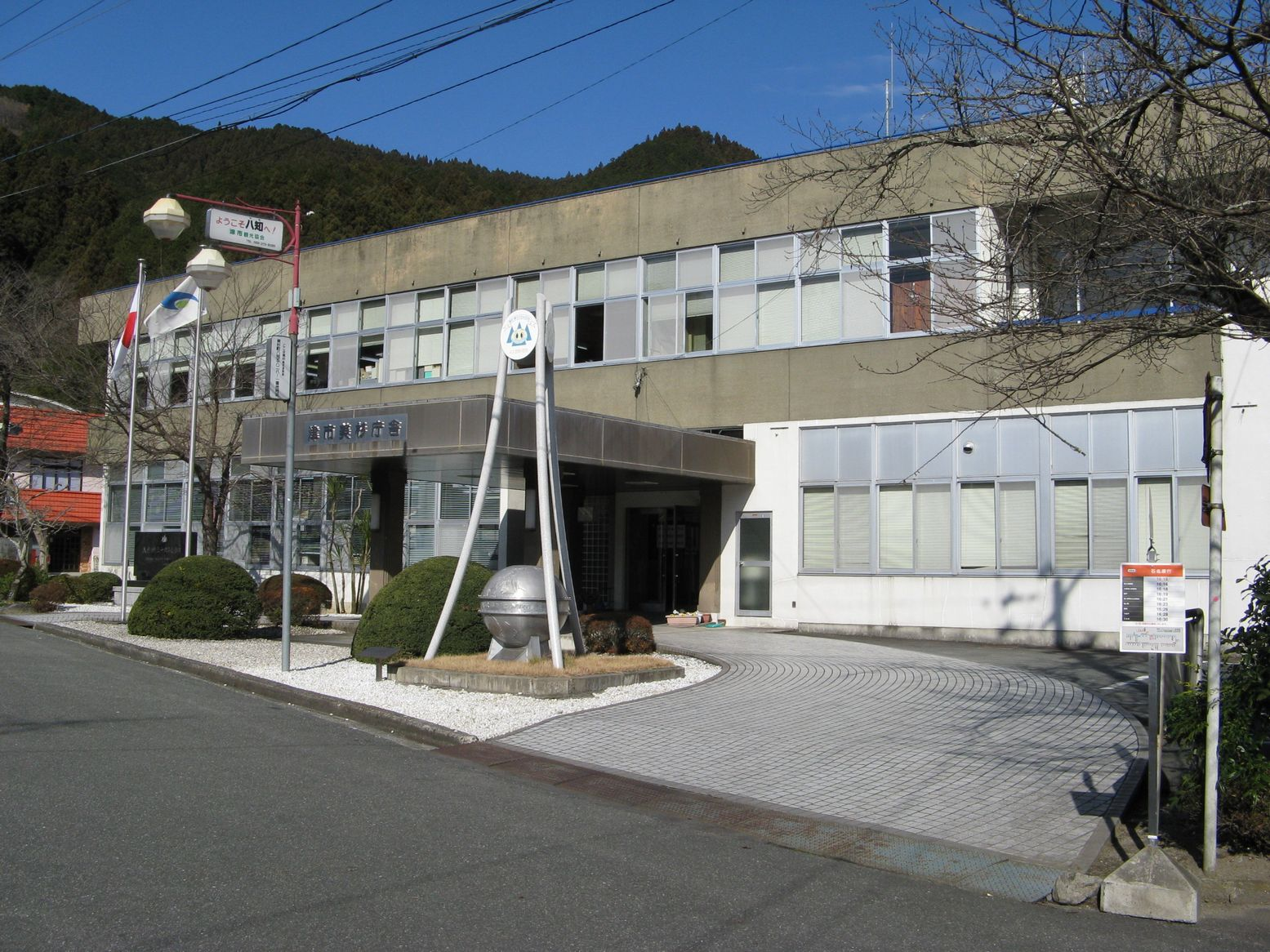
津市美杉庁舎

旧美杉村地区の中心駅である。駅前の近代的な津市美杉庁舎を始めとして、旧美杉村の様々な施設がある。
- 津市美杉総合文化センター・津市美杉庁舎
  - 津市津図書館美杉図書室
- 津市立美杉中学校
- 津市立美杉東小学校
- 火の谷温泉 美杉リゾート

### バス路線
- 津市コミュニティバス（美杉地域）

## 隣の駅
東海旅客鉄道（JR東海）
■名松線
伊勢鎌倉駅 - 伊勢八知駅 - 比津駅